# Dame Salane
Dame Salane (* 2. November 2004) ist ein senegalesisch-italienischer Basketballspieler.

## Werdegang
Der aus Dakar stammende Salane lebte in Italien und ging 2022 in die Vereinigten Staaten. Dort gehörte er 2022/23 zum Aufgebot der Oak Hill Academy im Bundesstaat Virginia und 2023/24 der Stafford High School im Bundesstaat Texas.
Anschließend spielte er für die auf Gran Canaria ansässige, vom ehemaligen britischen Nationalspieler Joel Freeland betriebene Basketballakademie. Im Februar 2025 gab Salane seinen Einstand für die Lugano Tigers in der ersten Schweizer Liga.